# Jag har aldri vært så glad i no'en som deg
«Jeg har aldri vært så glad i noen som deg» —en español: «Nunca he amado a nadie tanto como a ti»— es una canción compuesta y escrita por Kari Neegaard e interpretada en noruego por Kirsti Sparboe y también por Odd Børre.

## Festival de Eurovisión

### Melodi Grand Prix 1968
Esta canción participó en el Melodi Grand Prix en 1968, celebrado el 3 de marzo de ese mismo año. Ésta fue interpretada dos veces: primero por Sparboe con una orquesta grande y luego por Børre con una pequeña banda. Finalmente, la canción resultó ganadora con 20 puntos.
A pesar de haber ganado, la canción fue descalificada bajo acusaciones de plagio de la canción «Summer Holiday» de Cliff Richard, así que en su lugar, fue al Festival de Eurovisión la canción «Stress», también interpretada por Odd Børre.